# Mauritiuswever
De mauritiuswever (Foudia rubra) is een zangvogel uit de familie Ploceidae (wevers en verwanten). Het is een bedreigde, endemische vogelsoort op Mauritius, een eiland in de Indische Oceaan nabij Madagaskar.

## Kenmerken
De vogel is 14 cm lang. Het is een middelgrote, overwegend dof olijfgroen gekleurde, bosbewonende wevervogel. Het mannetje heeft in de broedtijd een rode kop, nek en borst en verder zijn de stuit en de bovenstaartdekveren rood. Het vrouwtje is lichter olijfgroen en iets gestreept.

## Verspreiding en leefgebied
Deze soort is endemisch op Mauritius. Aanvankelijk kwam de soort vooral voor in typisch inheems bos, maar de populaties blijken zich te kunnen aanpassen in aangeplant bos en gedegradeerd bos, mits daarin voldoende beschutting is tegen predatoren.

## Status
De mauritiuswever ging tussen 1975 en 1993 met 55% in aantal achteruit en daardoor leek de kans op uitsterven aanwezig. De grootte van de populatie werd in 2001 door BirdLife International geschat op 115 individuen. Op een klein eilandje voor de zuidoostkust (Ile aux Aigrettes) werden vogels in gevangenschap opgekweekt en los gelaten. Verder worden uitheemse predatoren zoals ratten en apen plaatselijk bestreden en wordt de oorspronkelijke vegetatie hersteld. In 2015 werd geconstateerd dat een populatie van meer dan 250 volwassen vogels zichzelf minstens vijf jaar op hetzelfde niveau kon handhaven. Gezien de afhankelijkheid van beschermingsmaatregelen  blijft deze soort als bedreigd op de Rode Lijst van de IUCN.